# Adonisea oleagina
Adonisea oleagina là một loài bướm đêm trong họ Noctuidae.